# Vážany (Zlín)
Vážany (in tedesco Wazan) è un comune della Repubblica Ceca facente parte del distretto di Uherské Hradiště, nella regione di Zlín.